# EDUKIDS TV
EDUKIDS TV(EDUKids TV)는 CMB가 운영하는 대한민국의 유아교육 전문 채널이다.

## 현재 방영 중인 프로그램
- 꼬질꼬질 과학
- 스피치킹
- 와글와글 키즈짱
- 김영훈의 두뇌개발 프로젝트
- 도전 수퍼대디
- 공부를 뒤집다
- 미술관 고양이 미야옹

## 종영된 프로그램
- 싱어롱 호키포키
- 씽씽렛츠씽
- 훌라훌라 아일랜드
- 도와줘 S맨
- 스스로 미술나라
- 야미 저미 키즈쿡
- 펀펀 게임 잉글리쉬
- 도전! 매직 키스
- 폴짝폴짝 포포비
- 쏙쏙한자 300
- 재민아! 컴퓨터랑 놀자